# Отон I фон Буххорн
Отон I фон Буххорн (на немски: Othon I von Buchhorn; † сл. 1089) е благородник от страничната линия Буххорн на род Удалрихинги и Хупалдингите в региона на Швебиш Хал в Баден-Вюртемберг.

## Произход
Той е син на Марквард II († сл. 1032) и внук на Марквард I († 1019). Правнук е на граф Адалберт I фон Винтертур-Кибург († сл. 8 септември 980), който е син на граф Луитфрид I фон Винтертур и внук на граф Улрих/Удалрих VI в Реция/Хациен († 10 август 955) и съпругата му Дитбурга, и правнук на граф Улрих/Удалрих V от Цюрихгау, Аргенгау, Алпгау и Тургау († сл. 909) и съпругата му Вендилгард/Венделгард от Германия († пр. 924/926/пр. 958), племенница на германския крал Хайнрих I Птицелов († 936) от династията Лиудолфинги.

## Фамилия
Отон I фон Буххорн се жени за Берта. Те имат една дъщеря:
- фон Буххорн († 1089), омъжена за фон Кирхберг от Швабия, родители на граф Хартман I фон Кирхберг († сл. 1122)